# Vienna Synchron Stage

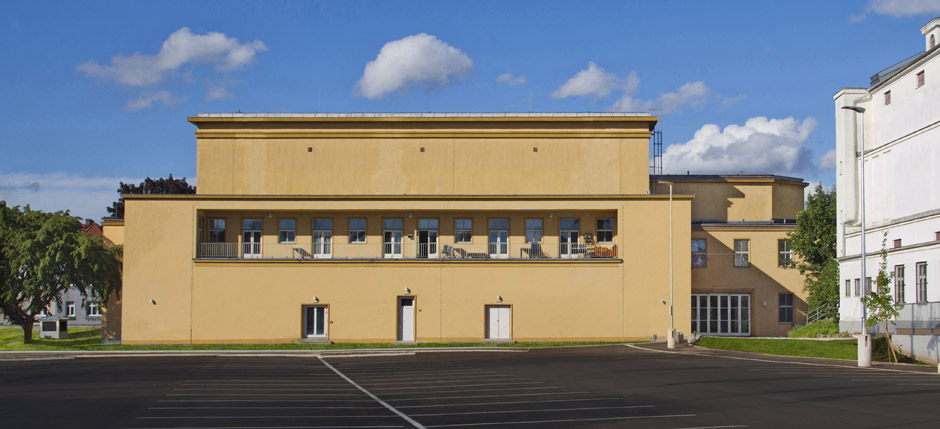
Gebäude der Vienna Synchron Stage auf dem Gelände der ehemaligen Rosenhügel-Filmstudios

Die Vienna Synchron Stage (vormals "Synchron Stage Vienna") ist ein Tonstudiokomplex in einem historischen Studiogebäude, das speziell für die Aufnahme von orchestralen Instrumenten sowie von Filmmusik ausgelegt ist. Das Haus befindet sich in der seit 2009 unter Denkmalschutz stehenden Halle 6 auf dem Gelände der ehemaligen Rosenhügel-Filmstudios in Wien und wird von der Vienna Symphonic Library betrieben.

## Geschichte

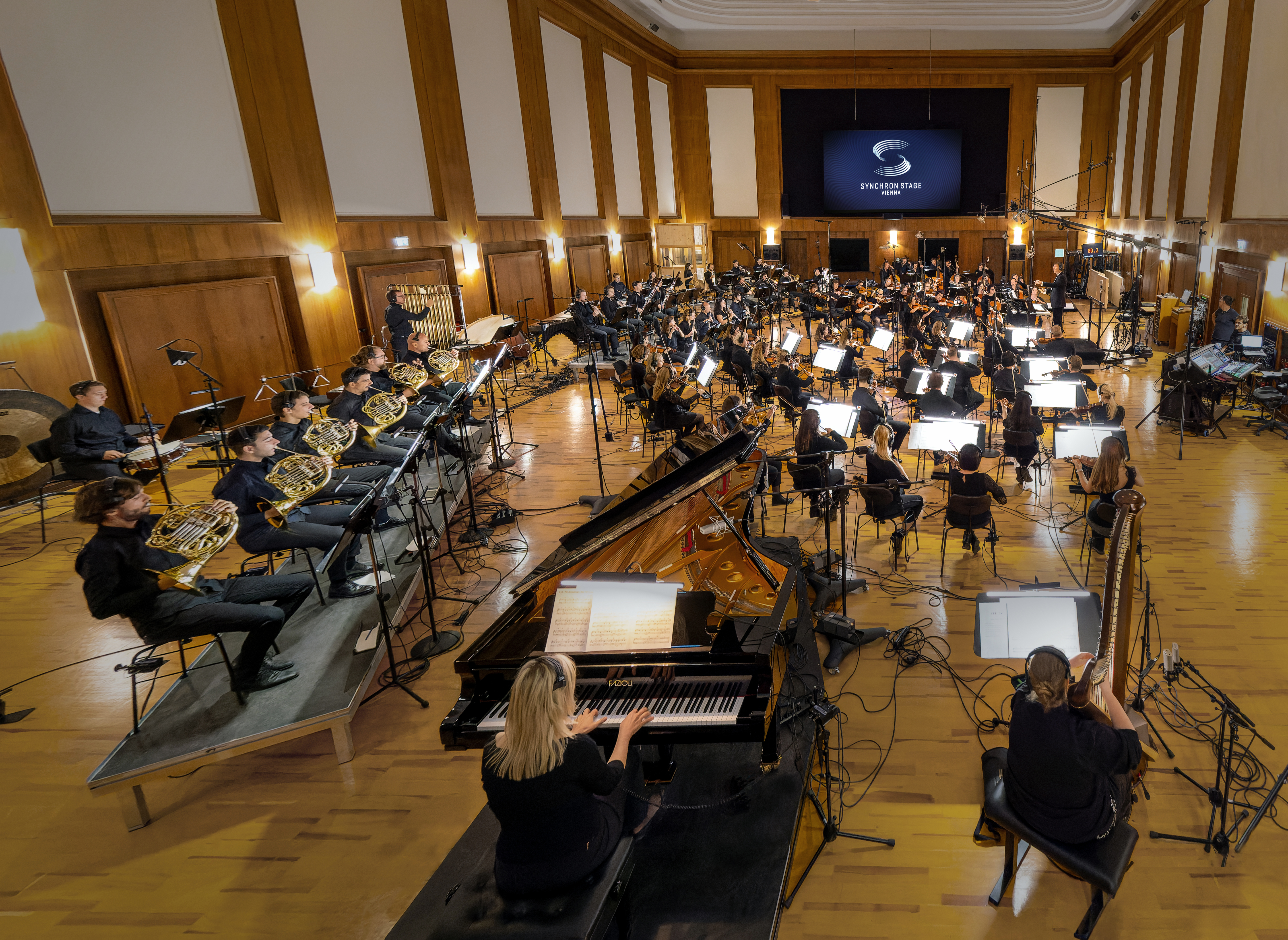
Synchron Stage Vienna mit großer Aufnahmehalle „Stage A“.

Das Gebäude wurde 1939 bis 1941 für bildsynchrone Tonaufnahmen erbaut, woraus sich der Name „Synchronhalle“ ableitete. Joseph Goebbels soll den Bau selbst in Auftrag gegeben haben, um künftig Propagandafilme der Nazis mit den damaligen Filmstars der UFA in Wien drehen zu können. Für schnelle Transportwege waren ein eigener Flughafen sowie eine U-Bahn Station direkt vor dem Eingang der Filmstudios geplant. Dieses Vorhaben wurde beim Bau des Gebäudes berücksichtigt: Um Geräusche und Vibrationen der Außenwelt abzuschirmen, wurde die Halle durch ein spezielles Fundament vom Rest des Gebäudes entkoppelt und mittels aufwendiger Dachkonstruktion gegen Flugverkehr gedämmt. Das Ergebnis war eine Haus-in-Haus Konstruktion, in deren Inneren sich die Aufnahmeräume befinden. Die Außenhülle wurde mit Büro- sowie Schneideräumlichkeiten ausgestattet.
Bis Mitte der 1950er Jahre teilte das Tonstudio als Bestandteil der Rosenhügel-Filmstudios deren Geschichte. In der Synchronhalle wurden bis zu diesem Zeitpunkt bis zu 10 Filmmusiken pro Jahr mit großem Orchester eingespielt. Mitte der 1960er Jahre wurde das Areal schließlich an den Österreichischen Rundfunk verkauft, in jene Tage fällt auch eine Phase der Wiederbelebung. Namhafte Künstler wie Karl Böhm, Herbert von Karajan, Yehudi Menuhin oder Mstislaw Rostropowitsch entdeckten die hochwertige Akustik der Halle und nutzten sie für ihre Schallplattenaufnahmen. Nach wenigen Jahren kam diese Nutzung zum Erliegen und die Synchronhalle wurde bis 1990 hauptsächlich als Probebühne für das Theater an der Wien genutzt. Zeitweise diente die Halle auch als Filmstudio, beispielsweise fanden hier die Aufnahmen zur Sitcom MA 2412 statt. Der ORF bestrebte mehrmals, das ganze Areal zu verkaufen. Der Denkmalschutz der beiden Hallen 1 (Kunstlichtstudio) und 6 (Synchronhalle) machten dies unmöglich. Letztendlich wurden 2014 alle umliegenden Gebäude auf dem Areal abgerissen.
1990 plante ein privater Investor den Einbau eines Supermarkts und Einkaufszentrums in die Synchronhalle. Dies wurde durch das Engagement des ORF-Generalintendanten Teddy Podgorski verhindert. Der ORF kaufte das Areal zunächst zurück und verpachtete es an die Filmstadt Wien GmbH. In Folge entstanden Filme wie Der Bockerer II – Österreich ist frei (1996), Comedian Harmonists (1997) oder Die Klavierspielerin (2001) auf dem Rosenhügel.
Von der ursprünglichen Verwendung zur Filmvertonung zeugt noch die erhaltene, dreimanualige „Lenkwil“-Kinoorgel, die neben vielen Schlagwerkregistern auch über Geräuscheffekte wie z. B. Donnergrollen, Autohupen, Pferdegalopp, Vogelgezwitscher oder Meeresrauschen verfügt. Die Orgel ist die weltweit einzige ihrer Gattung, die auch heute noch in ihrer ursprünglichen Umgebung einer Scoring Stage integriert ist, und der Grund, warum das Gebäude 2009 unter Denkmalschutz gestellt wurde.

### 2013: Übernahme und Renovierung
Im Jahr 2013 übernahm die Vienna Symphonic Library die historische, denkmalgeschützte „Synchronhalle“. In Zusammenarbeit mit der renommierten Walters-Storyk Design Group sowie den Architekten Schneider+Schumacher wurde sie zu einer weltweit einzigartigen Musikproduktionsstätte ausgebaut. Nach der Fertigstellung im September 2015 verfügt das Gebäude über mehrere Aufnahme- und Regieräume, Editing-Studios, Einzelkabinen („Iso Booths“), zwei Instrumentenlager mit mehreren Klavieren und Konzertflügeln und ca. 300 Schlaginstrumenten, ein Notenarchiv, Aufenthaltsräume sowie Büros und Lounges für Komponisten, Produzenten, Mitarbeiter und Gäste auf insgesamt über 2000 m². Das Herzstück der modernen Musikproduktionsstätte ist die große Aufnahmehalle, Stage A: Mit ihren 540 m² bietet sie Platz für ein bis zu 130 Personen umfassendes Orchester.
Die erste Produktion in der Vienna Synchron Stage war die Aufnahme der Filmmusik der berühmten Sissi-Trilogie im Oktober 2015. Die Partitur galt lange Zeit als verschollen und war daher nie als CD oder Download erschienen. Die Produktion stellte einen historischen Brückenschlag dar: Bereits 1955–1957 wurde in der damaligen „Synchronhalle“ die Originalmusik zu den drei legendären Filmen über Österreichs Kaiserin Elisabeth, die Romy Schneider zu ihrer internationalen Karriere verhalfen, aufgenommen. Anhand des Original-Manuskripts des Komponisten Anton Profes stellte Paul Hertel drei Suiten zusammen, die mit dem Synchron Stage Orchestra unter Conrad Pope als Dirigent eingespielt wurde. Für die Aufnahmeleitung zeichnete sich Grammy-Preisträger Dennis Sands verantwortlich.
Im Frühjahr 2016 übersiedelte die Vienna Symphonic Library mit ihren Büros in den neuen Gebäude-Komplex. Am 15. Juli 2016 wurde die Vienna Synchron Stage offiziell eröffnet. Zur Eröffnungsfeier waren über 200 Personen geladen, um die hochmoderne Aufnahmestätte zu besichtigen. Hollywoodgrößen wie Grammy-Gewinnerin Nan Schwartz oder Joe Kraemer standen ebenso auf der Gästeliste wie ORF-Generaldirektor Alexander Wrabetz, Justizminister Wolfgang Brandstetter und VfGH-Präsident Gerhart Holzinger. Durch den Abend führte Karl Markovics.

## Projekte
Neben Samplings Sessions für die Produkte der Vienna Symphonic Library finden in der Vienna Synchron Stage seit 2016 regelmäßig Musikaufnahmen für nationale und internationale Film- und Fernsehproduktionen statt. Bereits kurz nach der offiziellen Eröffnung ließ Remote Control Productions, die Produktionsfirma von Hans Zimmer, mehrere Projekte hier aufnehmen. Es entstanden Orchester-Aufnahmen für den Kinofilm Inferno (Regie: Ron Howard, Musik: Hans Zimmer) sowie für die von Peter Morgan (Die Queen) entwickelte Netflix-Serie The Crown (Musik: Hans Zimmer und Rupert Gregson-Williams).
Seither hat sich die Vienna Synchron Stage als feste Größe in der internationalen Filmbranche etabliert. Regelmäßig nehmen Produktionsfirmen aus der ganzen Welt, wie etwa Netflix, Sony Pictures Entertainment, Terra Mater Factual Studios, Marvel Studios und mehr, mit dem hauseigenen „Vienna Synchron Orchestra“ auf.
Zu den letzten namhaften Projekten zählen unter anderem die Filmmusiken zu The Meg (2018), Ad Astra – Zu den Sternen (2019), Klaus (2019) sowie Promising Young Woman (2020) und Die bunte Seite des Monds (2020). Mit dem 2022 erschienenen Blockbuster Moonfall ließ Roland Emmerich zum zweiten Mal in Folge seine Filmmusik in Wien aufnehmen. Auf dem finalen Soundtrack wurden die Aufnahmen mit dem Vienna Synchron Orchestra teilweise mit Samples der Vienna Symphonic Library kombiniert.
Auch die Musik der Marvel-Miniserien WandaVision (u. a. 21-fach nominiert bei der Primetime-Emmy-Verleihung 2021), Hawkeye, Moon Knight, She-Hulk: Die Anwältin und Ms. Marvel wurde in der Vienna Synchron Stage aufgenommen.

## Unternehmensprofil

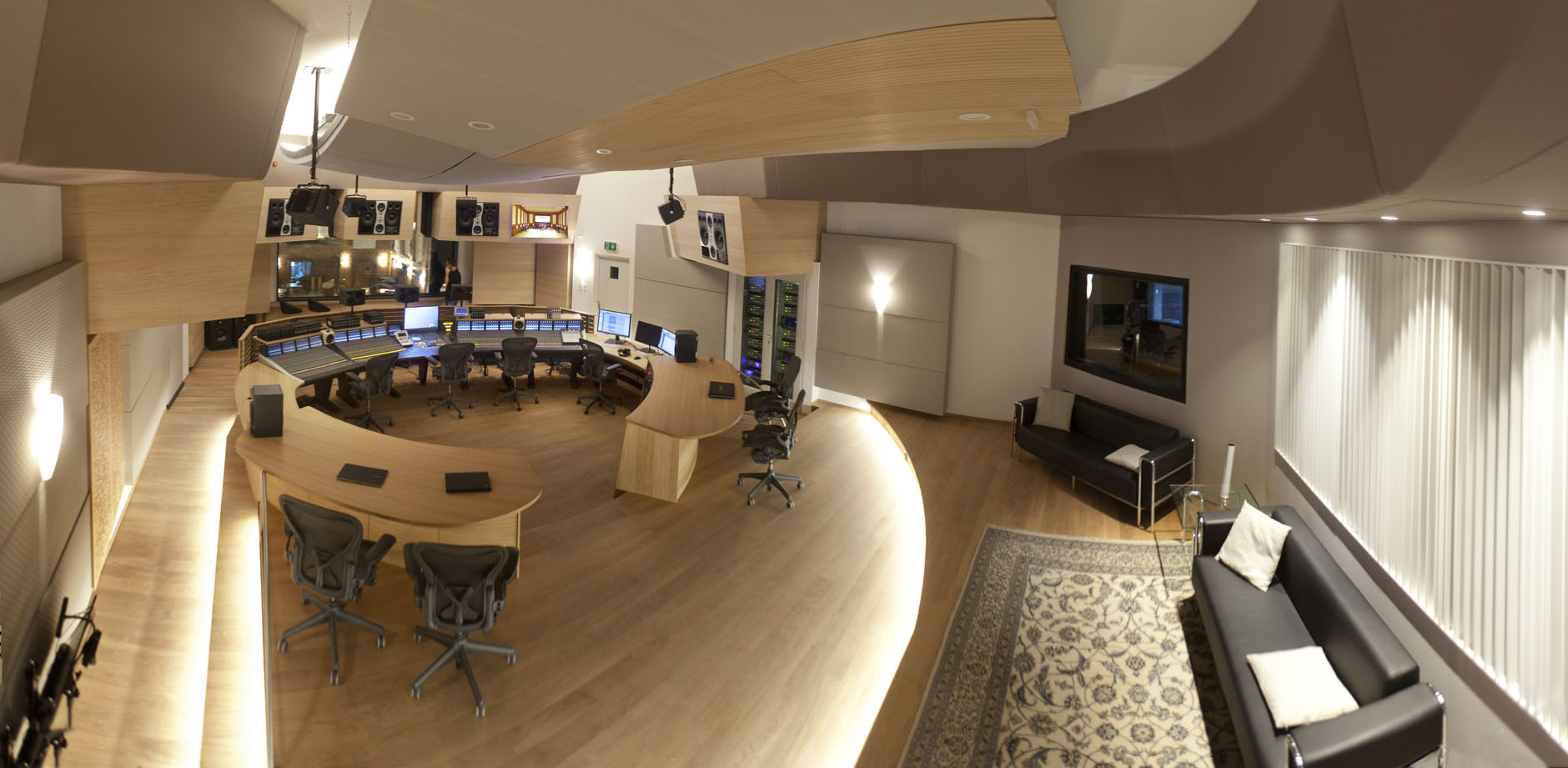
Control A

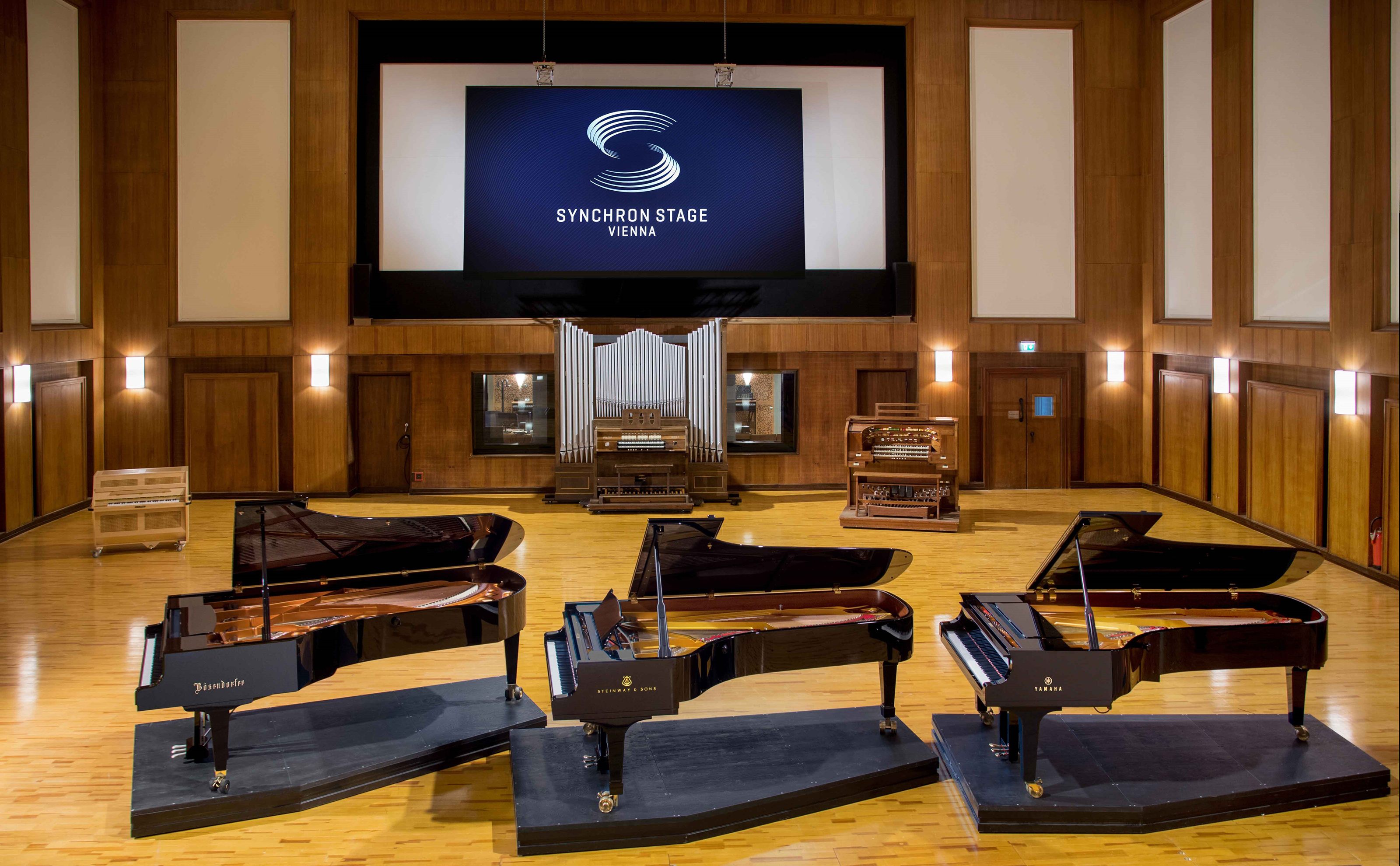
V. l. n. r. vorne: Bösendorfer Imperial 290, Steinway & Sons D-274 Hamburg Model, Yamaha Disklavier CFX EN PRO. hinten rechts: denkmalgeschützten „Lenkwil“ Kinoorgel. hinten Mitte: Molzer Orgel. Stage A, Vienna Synchron Stage.

Die Vienna Synchron Stage stellt ein besonderes Aufnahmestudio (Scoring Stage) dar, weil das Studio nicht nur der Herstellung von Tonaufnahmen, sondern darüber hinaus auch der Entwicklung von Audio-Software dient. Die große Aufnahmehalle (Stage A) bietet bis zu 130 Personen Platz und wird von weiteren Studio- und Büroräumlichkeiten umgeben: Ein weiterer Aufnahmeraum (Stage B), die beiden Regieräume A und B, mehrere Lounges, Einzelkabinen („Iso Booths“), Instrumentenlager und Notenarchiv. Der technische Anspruch liegt in der Flexibilität dieser Einrichtung, sodass jeder einzelne Raum, inklusive den Büros, ohne Einbußen an Klangqualität mit jedem anderen Raum verbunden werden kann. Modulare Konfigurationen können auf spezielle Anforderungen angepasst werden. Vor allem Filmkomponisten können komplette Werke (Scores) einspielen oder ihre symphonischen Skizzen am Computer von realen Orchestern veredeln lassen. Die zusätzliche Verbindung der Scoring Stage mit den innovativen Software-Entwicklungen der Vienna Symphonic Library gilt überdies als weltweit einzigartig.
Das Untergeschoß bietet Platz für ein Instrumentenlager, wo Klaviere und Percussion-Instrumente aufbewahrt werden. Alle Räumlichkeiten sind durch die Belüftungsanlage mit dem identen Raumklima wie die Aufnahmehalle versorgt, um einen raschen Einsatz für Produktionen zu gewährleisten. Ein Lift verbindet das Instrumentenlager direkt mit Stage A.
Seit 2021 ist die Vienna Synchron Stage ein offizielles Dolby Atmos Studio und kann neben Stereo und Surround auch Aufnahmen in Auro-3D anbieten.

### Instrumente
Neben vier Konzertflügeln, einem Steinway D-274, einem fernsteuerbaren Bösendorfer 290 Imperial mit CEUS Reproduktionssystem, einem Yamaha Disklavier CFX EN PRO und einem Fazioli F308 stehen bis zu 200 verschiedene Percussion-Instrumente sowie eine Harfe der Marke Lyon & Healey für Aufnahmen zur Verfügung.
Mit Hilfe des CEUS-Systems von Bösendorfer können dynamische Abläufe mechanischer Bewegungen von Tasten und Mechanik in Umfang von Pianissimo bis Fortissimo detailgetreu erfasst und zu einem späteren Zeitpunkt reproduziert werden. Dieser Funktionsumfang gilt auch für das Disklavier von Yamaha. Dadurch ergeben sich unterschiedliche Einsatzmöglichkeiten, wie bspw. die Aufnahme und nachträgliche Korrektur von einzelnen Noten oder die Überarbeitung des Timings. Überdies kann auch ein Pianist ein Klavierstück für vier Hände einspielen, indem er sich selbst in einem zweiten Aufnahmetake begleitet. Eine Klavieraufnahme, die an einem anderen Ort dieser Welt entsprechend aufgenommen wurde, kann ebenfalls über die beiden reproduzierenden Konzertflügel in der Stage A wiedergegeben und aufgenommen werden.

### Vienna Synchron Orchestra
Das hauseigene „Vienna Synchron Orchestra“ besteht aus keinem festen Ensemble, sondern bedient sich aus einem großen Pool an Musikern aus Wien und Umgebung. Diese spielen auch in allen renommierten Orchestern Wiens und wurden gemäß den Anforderungen an moderne Medienmusikproduktionen nach sehr strengen Kriterien ausgewählt. Contractor Marton Barka kümmert sich für jedes Projekt um die Zusammenstellung der richtigen Instrumentalisten. Je nach Bedarf können verschiedenste Stile abgedeckt werden, von klassischer Filmmusik über Big Band bis hin zu Pop/Rock und Jazz.

## Projektliste

### 2024
- 2024: The Day of the Jackal[31]

### 2023
| Produktion                                     | Art             | Musik                                   |
| ---------------------------------------------- | --------------- | --------------------------------------- |
| Secret Invasion                                | Fernsehserie    | Kris Bowers                             |
| Feng shen Di yi bu: Zhao Ge feng yun           | Spielfilm       | Gordy Haab, Monkodran                   |
| Mission: Impossible – Dead Reckoning Teil Eins | Spielfilm       | Lorne Balfe                             |
| Centurion XII                                  | Spielfilm       | Arturo Cardelús                         |
| Guardians of the Galaxy Vol. 3                 | Spielfilm       | John Murphy                             |
| Mushka                                         | Spielfilm       | Fabrizio Mancinelli, Richard M. Sherman |
| La extorsión                                   | Spielfilm       | Pablo Borghi                            |
| Scream 6                                       | Spielfilm       | Brian Tyler, Sven Faulconer             |
| Luther: The Fallen Sun                         | Spielfilm       | Lorne Balfe                             |
| Star Wars: The Bad Batch                       | Animationsserie | Kevin Kiner                             |
| Ant-Man and the Wasp: Quantumania              | Spielfilm       | Kevin Feige                             |
| Forspoken                                      | Videospiel      | Bear McCreary, Garry Schyman            |
| Die wandernde Erde II                          | Spielfilm       | Roc Chen                                |
| Du bist es                                     | Spielfilm       | Ivan Palomares                          |

### 2022
| Produktion                                                                                    | Art            | Musik                               |
| --------------------------------------------------------------------------------------------- | -------------- | ----------------------------------- |
| Water Gate Bridge (Original: Chang jin hu zhi shui men qiao)                                  | Spielfilm      | Elliot Leung, Zhiyi Wang, Ye Li     |
| Voy a pasármelo bien                                                                          | Spielfilm      | Zeltia Montes                       |
| Ich bin Groot (Original: I Am Groot)                                                          | Kurzfilm-Serie | Daniele Luppi                       |
| Interview with the Vampire                                                                    | Fernsehserie   | Daniel Hart                         |
| God of War Ragnarök                                                                           | Videospiel     | Bear McCreary                       |
| The Guardians of the Galaxy Holiday Special                                                   | Fernsehspecial | John Murphy                         |
| Fortnite: Chapter 4                                                                           | Videospiel     | Phill Boucher                       |
| His Dark Materials – Staffel 3                                                                | Fernsehserie   | Lorne Balfe                         |
| Der Herr der Ringe: Die Ringe der Macht (Original: The Lord of the Rings: The Rings of Power) | Fernsehserie   | Bear McCreary                       |
| Sandman                                                                                       | Fernsehserie   | David Buckley                       |
| Man vs. Bee                                                                                   | Fernsehserie   | Lorne Balfe                         |
| Ms. Marvel                                                                                    | Fernsehserie   | Laura Karpman                       |
| She-Hulk: Die Anwältin (Original: She-Hulk: Attorney at Law)                                  | Fernsehserie   | Amie Doherty                        |
| Brahmastra Part One: Shiva                                                                    | Spielfilm      | Pritam                              |
| Beavis and Butt-Head Do the Universe                                                          | Animationsfilm | John Frizzell                       |
| Moon Knight                                                                                   | Fernsehserie   | Hesham Nazih                        |
| Hawkeye                                                                                       | Fernsehserie   | Christophe Beck, Michael Paraskevas |
| Harry Potter 20th Anniversary: Return to Hogwarts                                             | Fernsehspecial | Charlie Mole                        |
| Moonfall                                                                                      | Spielfilm      | Harald Kloser, Thomas Wander        |
| Reacher                                                                                       | Fernsehserie   | Tony Morales                        |

### 2021
| Produktion                                                                               | Art               | Musik                                                                          |
| ---------------------------------------------------------------------------------------- | ----------------- | ------------------------------------------------------------------------------ |
| In 80 Tagen um die Welt                                                                  | Fernsehserie      | Christian Lundberg                                                             |
| The Unforgivable                                                                         | Spielfilm         | Hans Zimmer, David Fleming                                                     |
| Foundation                                                                               | Fernsehserie      | Bear McCreary                                                                  |
| Epic                                                                                     | Musikalbum        | Schiller                                                                       |
| Pennyworth – Staffel 2                                                                   | Fernsehserie      | David Russo                                                                    |
| Age of Empires IV                                                                        | Videospiel        | Tilman Sillescu, Alexander Röder, Henning Nugel, Armin Haas, Mikołaj Stroiński |
| Fortnite: Chapter 2                                                                      | Videospiel        | Phill Boucher                                                                  |
| Silent Night – Und morgen sind wir tot (Original: Silent Night)                          | Spielfilm         | Lorne Balfe                                                                    |
| Cinderella                                                                               | Spielfilm         | Mychael Danna, Jessica Weiss                                                   |
| Vivo – Voller Leben                                                                      | Spielfilm         | Alex Lacamoire, Lin-Manuel Miranda                                             |
| WandaVision                                                                              | Miniserie         | Christophe Beck                                                                |
| 9/11: Im Krisenstab des US-Präsidenten (Original: 9/11: Inside the President’s War Room) | Spielfilm         | Segun Akinola                                                                  |
| The Battle at Lake Changjin (Original: Chang jin hu)                                     | Spielfilm         | Elliot Leung, Zhiyi Wang                                                       |
| Gregs Tagebuch: Von Idioten umzingelt! (Original: Diary of a Wimpy Kid)                  | Animationsfilm    | John Paesano                                                                   |
| Zurück ins Outback (Original: Back to the Outback)                                       | Animationsfilm    | Rupert Gregson-Williams                                                        |
| Ophelia Riddle and the Book of Secret Stories                                            | Musikalbum        | Harry Lightfoot                                                                |
| Innistrad: Midnight Hunt – Magic: The Gathering                                          | Videospieltrailer | Gordy Haab                                                                     |
| Blade & Soul 2                                                                           | Videospiel        |                                                                                |
| Built to Last                                                                            | Song              | David Tobin, Jeff Meegan                                                       |
| Eröffnungsfeier der Olympischen Sommerspiele 2020                                        | Song              | Hans Zimmer                                                                    |

### 2020
| Produktion                                                                | Art                | Musik                    |
| ------------------------------------------------------------------------- | ------------------ | ------------------------ |
| Peterchens Mondfahrt (Original: Moonbound)                                | Animationsfilm     | Ali N. Askin             |
| We Can Be Heroes                                                          | Spielfilm          | Robert Rodriguez         |
| The Christmas Chronicles: Teil zwei                                       | Spielfilm          | Christophe Beck          |
| The Arctic: Our Last Great Wilderness                                     | Dokumentarfilm     | Alex Heffes              |
| Rebuilding Paradise                                                       | Dokumentarfilm     | Lorne Balfe, Hans Zimmer |
| Dune                                                                      | Spielfilm          | Hans Zimmer              |
| Jungleland                                                                | Spielfilm          | Lorne Balfe              |
| His Dark Materials – Staffel 2                                            | Fernsehserie       | Lorne Balfe              |
| Die bunte Seite des Monds (Original: Over the Moon)                       | Animationsfilm     | Steven Price             |
| Tesla                                                                     | Spielfilm          | John Paesano             |
| Genius: Aretha                                                            | Fernsehserie       | Terence Blanchard        |
| The Rescue                                                                | Spielfilm          | Elliot Leung             |
| Lost in Russia (Original: Jiong ma)                                       | Spielfilm          | Fei Peng                 |
| Promising Young Woman                                                     | Spielfilm          | Anthony B. Willis        |
| Fengshen Trilogy                                                          | Spielfilm          | Gordy Haab               |
| Source Elements                                                           | Dokumentarkurzfilm | Joe Cassidy              |
| Game for Peace                                                            | Videospiel         | Austin Wintory           |
| Made in Abyss: Seelen der Finsternis (Original: Fukaki Tamashî no Reimei) | Spielfilm          | Kevin Penkin             |
| The Stunt Double                                                          | Kurzfilm           | Lorne Balfe              |

### 2019
| Produktion                                                                     | Art                | Musik                               |
| ------------------------------------------------------------------------------ | ------------------ | ----------------------------------- |
| Master Moley                                                                   | Animationskurzfilm | Lorne Balfe                         |
| Made in Abyss: Tabidachi no Yoake                                              | Spielfilm          | Kevin Penkin                        |
| Lethal Strike (Original: Uri: The Surgical Strike)                             | Spielfilm          | Shashwat Sachdev                    |
| Sea of Shadows – Der Kampf um das Kokain des Meeres                            | Dokumentarfilm     | H. Scott Salinas                    |
| Happy Deathday 2U                                                              | Spielfilm          | Bear McCreary                       |
| Morgan Freeman’s Story of God (Original: The Story of God with Morgan Freeman) | Dokumentarserie    | Steffen Thum                        |
| Kingdom (Original: Kingudamu)                                                  | Spielfilm          | Yutaka Yamada                       |
| Dancing Queens (Original: Poms)                                                | Spielfilm          | Deborah Lurie                       |
| Rim of the World                                                               | Spielfilm          | Bear McCreary                       |
| Wiener Blut                                                                    | Spielfilm          | Johannes Vogel                      |
| Looking Up (Original: Yin he bu xi ban)                                        | Spielfilm          | Steffen Thum                        |
| Crawl                                                                          | Spielfilm          | Max Aruj, Steffen Thum              |
| The Rookies (Original: Su ren te gong)                                         | Spielfilm          | Dong-jun Lee                        |
| Shanghai Fortress (Original: Shang hai bao lei)                                | Spielfilm          | Dong-jun Lee                        |
| Ad Astra – Zu den Sternen                                                      | Spielfilm          | Max Richter, Lorne Balfe            |
| Midway – Für die Freiheit                                                      | Spielfilm          | Harald Kloser, Thomas Wander        |
| His Dark Materials – Staffel 1                                                 | Fernsehserie       | Lorne Balfe                         |
| This Is Football                                                               | Dokumentarserie    | Max Aruj, Steffen Thum, Lorne Balfe |
| Crash Landing on You (Original: Sa-rang-eui bul-sa-chak)                       | Fernsehserie       | Nam Hye-Seung                       |
| Club der roten Bänder – Wie alles begann                                       | Spielfilm          | Jens Oettrich                       |
| 6 Underground                                                                  | Spielfilm          | Lorne Balfe                         |
| Klaus                                                                          | Animationsfilm     | Alfonso G. Aguilar                  |
| Das letzte Problem                                                             | Spielfilm          | Herbert Tucmandl                    |
| Snowbrawl – Apple iPhone 11 Pro                                                | Werbefilm          | Benjamin Wallfisch                  |
| Four iconic filmmakers pay tribute to their mentors – Rolex                    | Werbefilm          |                                     |
| Get Smarter – TD Ameritrade                                                    | Werbefilm          |                                     |
| Switch to Super – Virgin Media                                                 | Werbefilm          |                                     |
| Loud & Clear – Stolichnaya                                                     | Werbefilm          | Hans Zimmer, Lorne Balfe            |

### 2018
| Produktion                                                                   | Art            | Musik                                        |
| ---------------------------------------------------------------------------- | -------------- | -------------------------------------------- |
| Proud Mary                                                                   | Spielfilm      | Fil Eisler                                   |
| Die Rückkehr des Helden (Original: Le retour du héros)                       | Spielfilm      | Mathieu Lamboley                             |
| Unser blauer Planet II (Original: Blue Planet II)                            | Dokumentarfilm | George Fenton                                |
| Studio 54 – Die legendärste Disco aller Zeiten                               | Dokumentarfilm | Marco Beltrami                               |
| Pacific Rim: Uprising                                                        | Spielfilm      | Lorne Balfe                                  |
| Detroit: Become Human                                                        | Videospiel     | Philip Sheppard, Nima Fakhrara, John Paesano |
| The Meg                                                                      | Spielfilm      | Harry Gregson-Williams                       |
| Ignite                                                                       | Kurzfilm       | Max Aruj, Steffen Thum                       |
| Warning Shot                                                                 | Spielfilm      | Max Aruj, Steffen Thum                       |
| Hell Fest                                                                    | Spielfilm      | Bear McCreary                                |
| Mr Sunshine (Original: Miseuteo Sunshain)                                    | Fernsehserie   | Nam Hye-Seung                                |
| Legend of the Ancient Sword (Original: Gu jian qi tan zhi liu yue zhao ming) | Spielfilm      | Lasse Enersen                                |
| Verschwörung (Original: The Girl in the Spider’s Web)                        | Spielfilm      | Roque Baños                                  |

### 2017
| Produktion                           | Art                   | Musik                      |
| ------------------------------------ | --------------------- | -------------------------- |
| Die Hölle – Inferno                  | Spielfilm             | Marius Ruhland             |
| The LEGO Batman Movie                | Animationsfilm        | Lorne Balfe                |
| Ghost In The Shell                   | Spielfilm             | Lorne Balfe, Clint Mansell |
| Raising a Rukus                      | VR-Animationskurzfilm | Sven Faulconer             |
| Comrade Detective                    | Fernsehserie          | Joe Kraemer                |
| Bullyparade – Der Film               | Spielfilm             | Ralf Wengenmayr            |
| Made in Abyss                        | Fernsehserie          | Kevin Penkin               |
| Sky Hunter (Original: Kong tian lie) | Spielfilm             | Andrew Kawczynski          |
| Maria Theresia                       | Miniserie             | Roman Kariolou             |

### 2016
| Produktion                     | Art          | Musik                     |
| ------------------------------ | ------------ | ------------------------- |
| Sisi – The Movie Trilogy Suite | Musikalbum   | Anton Profes, Paul Hertel |
| Inferno                        | Spielfilm    | Hans Zimmer               |
| The Crown – Staffel 1          | Fernsehserie | Rupert Gregson-Williams   |
| Epilogue – Volvo V90           | Werbefilm    | Hans Zimmer               |
| Ultimate Classix: The Hits     | Musikalbum   | Lorne Balfe               |